# Dwikozy (gmina)
La gmina de Dwikozy est une commune rurale de la voïvodie de Sainte-Croix et du powiat de Sandomierz. Elle s'étend sur 84,79 km2 et comptait 8 973 habitants en 2010. Son siège est le village de Dwikozy qui se situe à environ 7 kilomètres au nord-est de Sandomierz et à 84 kilomètres à l'est de Kielce.

## Villages
La gmina de Dwikozy comprend les villages et localités de Bożydar, Buczek, Czermin, Dwikozy, Gałkowice, Gierlachów, Góry Wysokie, Kamień Łukawski, Kępa Chwałowska, Kolonia Gałkowice, Mściów, Nowe Kichary, Nowy Garbów, Nowy Kamień, Romanówka, Rzeczyca Mokra, Rzeczyca Sucha, Słupcza, Stare Kichary, Stary Garbów, Szczytniki, Winiarki et Winiary.

## Villes et gminy voisines
La gmina de Dwikozy est voisine de la ville de Sandomierz et des gminy de Gorzyce, Obrazów, Ożarów, Radomyśl nad Sanem, Wilczyce et Zawichost.